# Magyar országos rekordok listája 200 méteres pillangóúszásban
Ez a lista a 200 méteres pillangóúszásban elért felnőtt magyar csúcsokat tartalmazza.

## 50 méteres medence

### Férfiak
| A férfi 200 méteres pillangóúszás magyar csúcsai (50 méteres medence)                      | A férfi 200 méteres pillangóúszás magyar csúcsai (50 méteres medence) | A férfi 200 méteres pillangóúszás magyar csúcsai (50 méteres medence) | A férfi 200 méteres pillangóúszás magyar csúcsai (50 méteres medence) | A férfi 200 méteres pillangóúszás magyar csúcsai (50 méteres medence) | A férfi 200 méteres pillangóúszás magyar csúcsai (50 méteres medence) | A férfi 200 méteres pillangóúszás magyar csúcsai (50 méteres medence) | A férfi 200 méteres pillangóúszás magyar csúcsai (50 méteres medence) |
| Idő                                                                                        | Név                                                                   | Egyesület                                                             | Dátum                                                                 | Helyszín                                                              | Esemény                                                               | Megjegyzés                                                            | Forrás                                                                |
| ------------------------------------------------------------------------------------------ | --------------------------------------------------------------------- | --------------------------------------------------------------------- | --------------------------------------------------------------------- | --------------------------------------------------------------------- | --------------------------------------------------------------------- | --------------------------------------------------------------------- | --------------------------------------------------------------------- |
| 2:41,50                                                                                    | Németh Sándor                                                         | Csepeli MTK                                                           | 1947. 09. 01.                                                         | Monte-Carlo, Monaco                                                   |                                                                       |                                                                       | [ 1 ]                                                                 |
| 2:41,00                                                                                    | Németh Sándor                                                         | Csepeli Vasas                                                         | 1950. 10. 21.                                                         | Székesfehérvár, Magyarország                                          |                                                                       | 25 m-es medence                                                       | [ 1 ] [ 2 ]                                                           |
| 2:40,80                                                                                    | Tumpek György                                                         | Bp. Honvéd                                                            | 1950. 12. 22.                                                         | Budapest, Magyarország                                                | A MUSZ versenye                                                       | 33 m-es medence                                                       | [ 1 ] [ 3 ]                                                           |
| 2:40,40                                                                                    | Tumpek György                                                         | Bp. Honvéd                                                            | 1950. 12. 26.                                                         | Budapest, Magyarország                                                |                                                                       | 33 m-es medence                                                       | [ 1 ]                                                                 |
| 2:37,00                                                                                    | Tumpek György                                                         | Bp. Honvéd                                                            | 1951. 12. 08.                                                         | Budapest, Magyarország                                                | A Bp. Honvéd versenye                                                 | 33 m-es medence                                                       | [ 1 ] [ 4 ]                                                           |
| 2:36,40                                                                                    | Tumpek György                                                         | Bp. Honvéd                                                            | 1953. 05. 09.                                                         | Budapest, Magyarország                                                | A Bp. Haladás versenye                                                | 50 m-es medence                                                       | [ 1 ] [ 5 ]                                                           |
| 2:36,20                                                                                    | Tumpek György                                                         | Bp. Honvéd                                                            | 1953. 07. 28.                                                         | Budapest, Magyarország                                                | A Bp. Lokomotív versenye                                              | 50 m-es medence                                                       | [ 1 ] [ 6 ]                                                           |
| 2:35,80                                                                                    | Fejér Zsolt                                                           | MAFC                                                                  | 1953. 07. 24.                                                         | Budapest, Magyarország                                                | magyar bajnokság                                                      | 50 m-es medence                                                       | [ 1 ] [ 7 ]                                                           |
| 2:35,60                                                                                    | Fejér Zsolt                                                           | MAFC                                                                  | 1953. 08. 10.                                                         | Bukarest, Románia                                                     | VIT                                                                   | 50 m-es medence                                                       | [ 1 ] [ 8 ]                                                           |
| 2:34,20                                                                                    | Tumpek György                                                         | Bp. Honvéd                                                            | 1953. 08. 29.                                                         | Budapest, Magyarország                                                | magyar-francia viadal                                                 | 50 m-es medence                                                       | [ 1 ] [ 9 ]                                                           |
| 2:33,60                                                                                    | Tumpek György                                                         | Bp. Honvéd                                                            | 1953. 09. 05.                                                         | Budapest, Magyarország                                                | magyar-holland viadal                                                 | 50 m-es medence                                                       | [ 1 ] [ 10 ]                                                          |
| 2:30,60                                                                                    | Tumpek György                                                         | Bp. Honvéd                                                            | 1954. 08. 03.                                                         | Budapest, Magyarország                                                | főiskolai vb                                                          | 50 m-es medence                                                       | [ 1 ] [ 11 ]                                                          |
| 2:29,00                                                                                    | Tumpek György                                                         | Bp. Honvéd                                                            | 1955. 09. 04.                                                         | Budapest, Magyarország                                                | nemzetközi verseny                                                    |                                                                       | [ 12 ]                                                                |
| 2:25,70                                                                                    | Tumpek György                                                         | Bp. Honvéd                                                            | 1955. 09. 15.                                                         | München, NSZK                                                         | nemzetközi verseny                                                    | 25 m-es medence                                                       | [ 1 ] [ 13 ]                                                          |
| 2:24,70                                                                                    | Tumpek György                                                         | Bp. Honvéd                                                            | 1955. 09. 18.                                                         | Karlsruhe, NSZK                                                       | nemzetközi verseny                                                    | 25 m-es medence                                                       | [ 1 ] [ 14 ]                                                          |
| 2:21,70                                                                                    | Tumpek György                                                         | Bp. Honvéd                                                            | 1956. 06. 19.                                                         | München, NSZK                                                         | nemzetközi verseny                                                    | 25 m-es medence                                                       | [ 1 ] [ 15 ]                                                          |
| 2:23,30                                                                                    | Tumpek György                                                         | Bp. Honvéd                                                            | 1956. 11. 30.                                                         | Melbourne, Ausztrália                                                 | olimpiai játékok                                                      | a selejtezőben, 1957-től rekord                                       | [ 1 ] [ 16 ]                                                          |
| 1957. május 1-től csak az 50 méteres medencében elért eredményeket hitelesítik rekordként. |                                                                       |                                                                       |                                                                       |                                                                       |                                                                       |                                                                       |                                                                       |
| 2:22,90                                                                                    | Katona József                                                         | Egri Dózsa                                                            | 1962. 09. 13.                                                         | Budapest, Magyarország                                                | magyar bajnokság                                                      |                                                                       | [ 1 ] [ 17 ]                                                          |
| 2:20,60                                                                                    | Kiricsi János                                                         | Bp. Honvéd                                                            | 1963. 08. 18.                                                         | Bukarest, Románia                                                     | nemzetközi verseny                                                    |                                                                       | [ 1 ] [ 18 ]                                                          |
| 2:19,40                                                                                    | Kiricsi János                                                         | Bp. Honvéd                                                            | 1964. 08. 09.                                                         | Budapest, Magyarország                                                | magyar-svéd viadal                                                    |                                                                       | [ 1 ] [ 19 ]                                                          |
| 2:18,80                                                                                    | Rédei Ferenc                                                          | Bp. MÁVAUT                                                            | 1965. 06. 25.                                                         | Budapest, Magyarország                                                | a MUSZ versenye                                                       |                                                                       | [ 20 ] [ 21 ]                                                         |
| 2:18,30                                                                                    | Ali Csaba                                                             | Egri Dózsa                                                            | 1965. 07. 29.                                                         | Budapest, Magyarország                                                | magyar bajnokság                                                      | a selejtezőben                                                        | [ 20 ] [ 22 ]                                                         |
| 2:17,80                                                                                    | Ali Csaba                                                             | Egri Dózsa                                                            | 1965. 07. 29.                                                         | Budapest, Magyarország                                                | magyar bajnokság                                                      | a döntőben                                                            | [ 20 ] [ 22 ]                                                         |
| 2:17,20                                                                                    | Ali Csaba                                                             | Egri Dózsa                                                            | 1967. 09. 14.                                                         | Budapest, Magyarország                                                | magyar bajnokság                                                      | a selejtezőben                                                        | [ 20 ] [ 23 ]                                                         |
| 2:16,80                                                                                    | Ali Csaba                                                             | Egri Dózsa                                                            | 1967. 09. 14.                                                         | Budapest, Magyarország                                                | magyar bajnokság                                                      | a döntőben                                                            | [ 20 ] [ 23 ]                                                         |
| 2:16,70                                                                                    | Ali Csaba                                                             | Egri Dózsa                                                            | 1969. 08. 10.                                                         | Budapest, Magyarország                                                | magyar bajnokság                                                      | a selejtezőben                                                        | [ 20 ] [ 24 ]                                                         |
| 2:15,40                                                                                    | Ali Csaba                                                             | Egri Dózsa                                                            | 1969. 08. 24.                                                         | Würzburg, NSZK                                                        | Európa-kupa                                                           |                                                                       | [ 20 ] [ 25 ]                                                         |
| 2:13,40                                                                                    | Hargitay András                                                       | KSI                                                                   | 1970. 08. 22.                                                         | Budapest, Magyarország                                                | magyar bajnokság                                                      |                                                                       | [ 20 ] [ 26 ]                                                         |
| 2:09,00                                                                                    | Hargitay András                                                       | KSI                                                                   | 1971. 04. 10.                                                         | Kecskemét, Magyarország                                               | NSZK–svéd–magyar viadal                                               |                                                                       | [ 20 ] [ 27 ]                                                         |
| 2:08,10                                                                                    | Hargitay András                                                       | KSI                                                                   | 1971. 08. 14.                                                         | Rotterdam, Hollandia                                                  | Ifjúsági Európa-bajnokság                                             | első hely                                                             | [ 20 ] [ 28 ]                                                         |
| 2:07,90                                                                                    | Hargitay András                                                       | KSI                                                                   | 1972. 07. 29.                                                         | Budapest, Magyarország                                                | junior magyar bajnokság                                               |                                                                       | [ 20 ] [ 29 ]                                                         |
| 2:05,05                                                                                    | Hargitay András                                                       | KSI                                                                   | 1972. 08. 28.                                                         | München, NSZK                                                         | olimpiai játékok                                                      | a selejtezőben                                                        | [ 20 ] [ 30 ]                                                         |
| 2:04,69                                                                                    | Hargitay András                                                       | KSI                                                                   | 1972. 08. 28.                                                         | München, NSZK                                                         | olimpiai játékok                                                      | ötödik hely                                                           | [ 20 ] [ 31 ]                                                         |
| 2:04,10                                                                                    | Hargitay András                                                       | KSI                                                                   | 1973. 09. 06.                                                         | Belgrád, Jugoszlávia                                                  | világbajnokság                                                        | hatodik hely                                                          | [ 32 ] [ 33 ]                                                         |
| 2:03,80                                                                                    | Hargitay András                                                       | KSI                                                                   | 1974. 08. 18.                                                         | Bécs, Ausztria                                                        | Európa-bajnokság                                                      | első hely                                                             | [ 34 ] [ 35 ]                                                         |
| 2:03,66                                                                                    | Mikola Tamás                                                          | Bp. Honvéd                                                            | 1977. 08. 16.                                                         | Jönköping, Svédország                                                 | Európa-bajnokság                                                      | a selejtezőben                                                        | [ 36 ]                                                                |
| 2:03,50                                                                                    | Énekes Zoltán                                                         | Bp. Spartacus                                                         | 1982. 04. 07.                                                         | Budapest, Magyarország                                                | serdülő ob                                                            | versenyen kívül                                                       | [ 37 ] [ 38 ]                                                         |
| 2:01,72                                                                                    | Énekes Zoltán                                                         | Bp. Spartacus                                                         | 1982. 08. 13.                                                         | Budapest, Magyarország                                                | magyar bajnokság                                                      |                                                                       | [ 38 ] [ 39 ]                                                         |
| 2:00,97                                                                                    | Darnyi Tamás                                                          | Újpesti Dózsa                                                         | 1989. 07. 15.                                                         | Budapest, Magyarország                                                | magyar bajnokság                                                      |                                                                       | [ 40 ] [ 41 ]                                                         |
| 2:00,45                                                                                    | Darnyi Tamás                                                          | Újpesti Dózsa                                                         | 1989. 08. 19.                                                         | Bonn, NSZK                                                            | Európa-bajnokság                                                      | a selejtezőben                                                        | [ 42 ]                                                                |
| 1:58,87                                                                                    | Darnyi Tamás                                                          | Újpesti Dózsa                                                         | 1989. 08. 19.                                                         | Bonn, NSZK                                                            | Európa-bajnokság                                                      | első hely                                                             | [ 41 ] [ 42 ]                                                         |
| 1:58,25                                                                                    | Darnyi Tamás                                                          | Újpesti TE                                                            | 1991. 01. 12.                                                         | Perth, Ausztrália                                                     | világbajnokság                                                        | harmadik hely                                                         | [ 43 ]                                                                |
| 1:57,80                                                                                    | Cseh László                                                           | Bp. Spartacus                                                         | 2004. 04. 11.                                                         | Budapest, Magyarország                                                | Budapest-bajnokság                                                    |                                                                       | [ 44 ]                                                                |
| 1:57,54                                                                                    | Kerékjártó Tamás                                                      | Delfin SE                                                             | 2007. 03. 27.                                                         | Melbourne, Ausztrália                                                 | világbajnokság                                                        | a selejtezőben                                                        | [ 45 ]                                                                |
| 1:57,13                                                                                    | Cseh László                                                           | Kőbánya SC                                                            | 2007. 07. 28.                                                         | Budapest, Magyarország                                                | magyar bajnokság                                                      |                                                                       | [ 46 ]                                                                |
| 1:56,56                                                                                    | Cseh László                                                           | Kőbánya SC                                                            | 2008. 07. 11.                                                         | Budapest, Magyarország                                                | magyar bajnokság                                                      |                                                                       | [ 47 ]                                                                |
| 1:54,48                                                                                    | Cseh László                                                           | Kőbánya SC                                                            | 2008. 08. 11.                                                         | Peking, Kína                                                          | olimpiai játékok                                                      | selejtező                                                             | [ 48 ]                                                                |
| 1:54,35                                                                                    | Cseh László                                                           | Kőbánya SC                                                            | 2008. 08. 12.                                                         | Peking, Kína                                                          | olimpiai játékok                                                      | elődöntő                                                              | [ 49 ]                                                                |
| 1:52,70                                                                                    | Cseh László                                                           | Kőbánya SC                                                            | 2008. 08. 13.                                                         | Peking, Kína                                                          | olimpiai játékok                                                      | második hely, Európa-csúcs                                            | [ 50 ]                                                                |
| 1:50,73                                                                                    | Milák Kristóf                                                         | Bp. Honvéd                                                            | 2019. 07. 24.                                                         | Kvangdzsu, Dél-Korea                                                  | világbajnokság                                                        | első hely, világcsúcs                                                 |                                                                       |
| 1:50,34                                                                                    | Milák Kristóf                                                         | Bp. Honvéd                                                            | 2022. 06. 21.                                                         | Budapest, Magyarország                                                | világbajnokság                                                        | első hely, világcsúcs                                                 | [ 51 ]                                                                |

### Nők
| A női 200 méteres pillangóúszás magyar csúcsai (50 méteres medence) | A női 200 méteres pillangóúszás magyar csúcsai (50 méteres medence) | A női 200 méteres pillangóúszás magyar csúcsai (50 méteres medence) | A női 200 méteres pillangóúszás magyar csúcsai (50 méteres medence) | A női 200 méteres pillangóúszás magyar csúcsai (50 méteres medence) | A női 200 méteres pillangóúszás magyar csúcsai (50 méteres medence) | A női 200 méteres pillangóúszás magyar csúcsai (50 méteres medence) | A női 200 méteres pillangóúszás magyar csúcsai (50 méteres medence) |
| Idő                                                                 | Név                                                                 | Egyesület                                                           | Dátum                                                               | Helyszín                                                            | Esemény                                                             | Megjegyzés                                                          | Forrás                                                              |
| ------------------------------------------------------------------- | ------------------------------------------------------------------- | ------------------------------------------------------------------- | ------------------------------------------------------------------- | ------------------------------------------------------------------- | ------------------------------------------------------------------- | ------------------------------------------------------------------- | ------------------------------------------------------------------- |
| 2:52,40                                                             | Székely Éva                                                         | Bp. Lokomotív                                                       | 1951. 05. 13.                                                       | Moszkva, Szovjetunió                                                |                                                                     | 25 m-es medence                                                     | [ 1 ] [ 52 ]                                                        |
| 2:51,60                                                             | Székely Éva                                                         | Bp. Lokomotív                                                       | 1952. 05. 06.                                                       | Stockholm, Svédország                                               | svéd-magyar viadal                                                  | 50 m-es medence                                                     | [ 1 ] [ 53 ]                                                        |
| 2:50,80                                                             | Székely Éva                                                         | Bp. Lokomotív                                                       | 1952. 05. 19.                                                       | Moszkva, Szovjetunió                                                |                                                                     | 25 m-es medence                                                     | [ 1 ]                                                               |
| 2:50,70                                                             | Székely Éva                                                         | Bp. Lokomotív                                                       | 1953. 07. 26.                                                       | Budapest, Magyarország                                              | magyar bajnokság                                                    | 50 m-es medence                                                     | [ 1 ] [ 54 ]                                                        |
| 2:46,60                                                             | Egerváry Márta                                                      | Ferencváros                                                         | 1962. 05. 06.                                                       | Budapest, Magyarország                                              | A Vasas versenye                                                    |                                                                     | [ 1 ] [ 55 ]                                                        |
| 2:42,70                                                             | Egerváry Márta                                                      | Ferencváros                                                         | 1962. 09. 14.                                                       | Budapest, Magyarország                                              | magyar bajnokság                                                    |                                                                     | [ 1 ] [ 56 ]                                                        |
| 2:41,90                                                             | Gágyor Veronika                                                     | BVSC                                                                | 1965. 07. 30.                                                       | Budapest, Magyarország                                              | magyar bajnokság                                                    |                                                                     | [ 20 ] [ 57 ]                                                       |
| 2:39,10                                                             | Egerváry Márta                                                      | Ferencváros                                                         | 1967. 09. 17.                                                       | Budapest, Magyarország                                              | magyar bajnokság                                                    |                                                                     | [ 20 ] [ 58 ]                                                       |
| 2:37,40                                                             | Gágyor Veronika                                                     | BVSC                                                                | 1968. 06. 30.                                                       | Budapest, Magyarország                                              | Budapest-bajnokság                                                  |                                                                     | [ 20 ] [ 59 ]                                                       |
| 2:34,60                                                             | Gyarmati Andrea                                                     | BVSC                                                                | 1968. 07. 28.                                                       | Budapest, Magyarország                                              | magyar bajnokság                                                    |                                                                     | [ 20 ] [ 60 ]                                                       |
| 2:30,70                                                             | Gyarmati Andrea                                                     | Ferencváros                                                         | 1970. 07. 26.                                                       | Budapest, Magyarország                                              | ifjúsági ob                                                         |                                                                     | [ 20 ] [ 61 ]                                                       |
| 2:28,30                                                             | Gyarmati Andrea                                                     | Ferencváros                                                         | 1970. 08. 23.                                                       | Budapest, Magyarország                                              | magyar bajnokság                                                    |                                                                     | [ 20 ] [ 62 ]                                                       |
| 2:26,00                                                             | Gyarmati Andrea                                                     | Ferencváros                                                         | 1971. 06. 26.                                                       | Budapest, Magyarország                                              | a BVSC versenye                                                     |                                                                     | [ 20 ] [ 63 ]                                                       |
| 2:23,81                                                             | Kaczander Ágnes                                                     | Bp. Spartacus                                                       | 1974. 07. 21.                                                       | Budapest, Magyarország                                              | magyar bajnokság                                                    |                                                                     | [ 35 ] [ 64 ]                                                       |
| 2:23,54                                                             | Kiss Éva                                                            | Bp. Honvéd                                                          | 1977. 03. 20.                                                       | Budapest, Magyarország                                              | Elektroimpex '77                                                    |                                                                     | [ 65 ]                                                              |
| 2:23,33                                                             | Kiss Éva                                                            | Bp. Honvéd                                                          | 1977. 06. 18.                                                       | Bécs, Ausztria                                                      | nemzetközi verseny                                                  |                                                                     | [ 66 ]                                                              |
| 2:22,43                                                             | Kiss Éva                                                            | Bp. Honvéd                                                          | 1977. 07. 16.                                                       | Budapest, Magyarország                                              | Budapest-bajnokság                                                  |                                                                     | [ 67 ]                                                              |
| 2:22,19                                                             | Kiss Éva                                                            | Bp. Honvéd                                                          | 1977. 07. 23.                                                       | Budapest, Magyarország                                              | magyar bajnokság                                                    |                                                                     | [ 68 ]                                                              |
| 2:21,70                                                             | Szlavitsek Gizella                                                  | Újpesti Dózsa                                                       | 1978. 04. 12.                                                       | Berlin, NDK                                                         | nemzetközi verseny                                                  |                                                                     | [ 69 ] [ 70 ]                                                       |
| 2:21,07                                                             | Szlavitsek Gizella                                                  | Újpesti Dózsa                                                       | 1978. 07. 02.                                                       | Budapest, Magyarország                                              | felmérő verseny                                                     |                                                                     | [ 69 ] [ 71 ]                                                       |
| 2:20,80                                                             | Miklósfalvy Éva                                                     | BVSC                                                                | 1979. 04. 14.                                                       | Dunaújváros, Magyarország                                           | magyar-bolgár-román U16                                             |                                                                     | [ 72 ] [ 73 ]                                                       |
| 2:19,90                                                             | Miklósfalvy Éva                                                     | BVSC                                                                | 1979. 06. 28.                                                       | Budapest, Magyarország                                              | Budapest-bajnokság                                                  |                                                                     | [ 72 ] [ 74 ]                                                       |
| 2:18,90                                                             | Miklósfalvy Éva                                                     | BVSC                                                                | 1979. 07. 23.                                                       | Budapest, Magyarország                                              | magyar bajnokság                                                    |                                                                     | [ 72 ]                                                              |
| 2:17,83                                                             | Miklósfalvy Éva                                                     | BVSC                                                                | 1979. 12. 12.                                                       | Brno, Csehszlovákia                                                 | nemzetközi verseny                                                  |                                                                     | [ 72 ] [ 75 ]                                                       |
| 2:16,62                                                             | Miklósfalvy Éva                                                     | BVSC                                                                | 1980. 03. 14.                                                       | Budapest, Magyarország                                              | Elektroimpex '80                                                    |                                                                     | [ 76 ] [ 77 ]                                                       |
| 2:15,42                                                             | Ormos Edit                                                          | Vasas                                                               | 1985. 04. 13.                                                       | Budapest, Magyarország                                              | Elektroimpex '85                                                    |                                                                     | [ 78 ] [ 79 ]                                                       |
| 2:13,24                                                             | Egerszegi Krisztina                                                 | Bp. Spartacus                                                       | 1989. 07. 27.                                                       | Leeds, Egyesült Királyság                                           | Ifjúsági Eb                                                         | második hely                                                        | [ 41 ] [ 80 ]                                                       |
| 2:12,81                                                             | Egerszegi Krisztina                                                 | Bp. Spartacus                                                       | 1992. 06. 26.                                                       | Budapest, Magyarország                                              | magyar bajnokság                                                    |                                                                     | [ 81 ]                                                              |
| 2:10,71                                                             | Egerszegi Krisztina                                                 | Bp. Spartacus                                                       | 1993. 08. 08.                                                       | Sheffield, Egyesült Királyság                                       | Európa-bajnokság                                                    | első hely                                                           | [ 82 ]                                                              |
| 2:10,39                                                             | Risztov Éva                                                         | Bp. Spartacus                                                       | 2001. 04. 07.                                                       | Budapest, Magyarország                                              | felkészülési verseny                                                |                                                                     | [ 83 ]                                                              |
| 2:09,91                                                             | Risztov Éva                                                         | Bp. Spartacus                                                       | 2001. 07. 22.                                                       | Fukuoka, Japán                                                      | világbajnokság                                                      | az elődöntőben                                                      | [ 84 ]                                                              |
| 2:09,30                                                             | Risztov Éva                                                         | Bp. Spartacus                                                       | 2002. 03. 23.                                                       | Budapest, Magyarország                                              | felkészülési verseny                                                |                                                                     | [ 85 ]                                                              |
| 2:08,65                                                             | Risztov Éva                                                         | Bp. Spartacus                                                       | 2002. 06. 16.                                                       | Zágráb, Horvátország                                                | Arany Medve verseny                                                 |                                                                     | [ 86 ]                                                              |
| 2:08,24                                                             | Risztov Éva                                                         | Bp. Spartacus                                                       | 2002. 08. 04.                                                       | Berlin, Németország                                                 | Európa-bajnokság                                                    | második hely                                                        | [ 87 ]                                                              |
| 2:07,68                                                             | Risztov Éva                                                         | Bp. Spartacus                                                       | 2003. 07. 24.                                                       | Barcelona, Spanyolország                                            | világbajnokság                                                      | második hely                                                        | [ 88 ]                                                              |
| 2:06,71                                                             | Kovács Emese                                                        | A Jövő SC                                                           | 2008. 03. 24.                                                       | Eindhoven, Hollandia                                                | Európa-bajnokság                                                    | második hely                                                        | [ 89 ]                                                              |
| 2:06,21                                                             | Hosszú Katinka                                                      | Bajai Spartacus                                                     | 2009. 07. 29.                                                       | Róma, Olaszország                                                   | világbajnokság                                                      | A selejtezőben                                                      | [ 90 ]                                                              |
| 2:04,27                                                             | Hosszú Katinka                                                      | Bajai Spartacus                                                     | 2009. 07. 29.                                                       | Róma, Olaszország                                                   | világbajnokság                                                      | az elődöntőben, Európa-csúcs                                        | [ 91 ]                                                              |

## 25 méteres medence

### Férfiak
| A férfi 200 méteres pillangóúszás magyar csúcsai (25 méteres medence) | A férfi 200 méteres pillangóúszás magyar csúcsai (25 méteres medence) | A férfi 200 méteres pillangóúszás magyar csúcsai (25 méteres medence) | A férfi 200 méteres pillangóúszás magyar csúcsai (25 méteres medence) | A férfi 200 méteres pillangóúszás magyar csúcsai (25 méteres medence) | A férfi 200 méteres pillangóúszás magyar csúcsai (25 méteres medence) | A férfi 200 méteres pillangóúszás magyar csúcsai (25 méteres medence) | A férfi 200 méteres pillangóúszás magyar csúcsai (25 méteres medence) |
| Idő                                                                   | Név                                                                   | Egyesület                                                             | Dátum                                                                 | Helyszín                                                              | Esemény                                                               | Megjegyzés                                                            | Forrás                                                                |
| --------------------------------------------------------------------- | --------------------------------------------------------------------- | --------------------------------------------------------------------- | --------------------------------------------------------------------- | --------------------------------------------------------------------- | --------------------------------------------------------------------- | --------------------------------------------------------------------- | --------------------------------------------------------------------- |
| 2:01,52                                                               | Szabó József                                                          | Bp. Honvéd                                                            | 1985. 11. 22.                                                         | Budapest, Magyarország                                                | rövid pályás ob                                                       |                                                                       | [ 92 ] [ 93 ]                                                         |
| ?                                                                     |                                                                       |                                                                       |                                                                       |                                                                       |                                                                       |                                                                       |                                                                       |
| 1:55,88                                                               | Gáspár Zsolt                                                          | Ferencváros                                                           | 2000. 03. 26.                                                         | Minneapolis, USA                                                      | USA egyetemi bajnokság                                                |                                                                       | [ 94 ]                                                                |
| 1:55,39                                                               | Gáspár Zsolt                                                          | Ferencváros                                                           | 2001. 12. 15.                                                         | Antwerpen, Belgium                                                    | Európa-bajnokság                                                      | negyedik hely                                                         | [ 95 ]                                                                |
| 1:55,03                                                               | Cseh László                                                           | Kőbánya SC                                                            | 2006. 11. 18.                                                         | Zágráb, Horvátország                                                  |                                                                       |                                                                       | [ 96 ]                                                                |
| 1:53,08                                                               | Cseh László                                                           | Kőbánya SC                                                            | 2006. 12. 09.                                                         | Helsinki, Finnország                                                  | Európa-bajnokság                                                      | második hely                                                          | [ 97 ]                                                                |
| 1:51,55                                                               | Cseh László                                                           | Kőbánya SC                                                            | 2007. 12. 15.                                                         | Debrecen, Magyarország                                                | Európa-bajnokság                                                      | első hely                                                             | [ 98 ]                                                                |
| 1:50,87                                                               | Cseh László                                                           | Kőbánya SC                                                            | 2011. 12. 10.                                                         | Szczecin, Lengyelország                                               | Európa-bajnokság                                                      | első hely                                                             | [ 99 ]                                                                |
| 1:49,00                                                               | Cseh László                                                           | Egri UK                                                               | 2015. 12. 06.                                                         | Netánja, Izrael                                                       | Európa-bajnokság                                                      | Európa-csúcs                                                          | [ 100 ]                                                               |

### Nők
| A női 200 méteres pillangóúszás magyar csúcsai (25 méteres medence) | A női 200 méteres pillangóúszás magyar csúcsai (25 méteres medence) | A női 200 méteres pillangóúszás magyar csúcsai (25 méteres medence) | A női 200 méteres pillangóúszás magyar csúcsai (25 méteres medence) | A női 200 méteres pillangóúszás magyar csúcsai (25 méteres medence) | A női 200 méteres pillangóúszás magyar csúcsai (25 méteres medence) | A női 200 méteres pillangóúszás magyar csúcsai (25 méteres medence) | A női 200 méteres pillangóúszás magyar csúcsai (25 méteres medence) |
| Idő                                                                 | Név                                                                 | Egyesület                                                           | Dátum                                                               | Helyszín                                                            | Esemény                                                             | Megjegyzés                                                          | Forrás                                                              |
| ------------------------------------------------------------------- | ------------------------------------------------------------------- | ------------------------------------------------------------------- | ------------------------------------------------------------------- | ------------------------------------------------------------------- | ------------------------------------------------------------------- | ------------------------------------------------------------------- | ------------------------------------------------------------------- |
| 2:15,27                                                             | Ormos Edit                                                          | Vasas                                                               |                                                                     |                                                                     |                                                                     |                                                                     | [ 92 ]                                                              |
| 2:15,09                                                             | Ormos Edit                                                          | Vasas                                                               | 1986. 12. 14.                                                       | Malmö, Svédország                                                   | Európa-kupa                                                         |                                                                     | [ 101 ]                                                             |
| ?                                                                   |                                                                     |                                                                     |                                                                     |                                                                     |                                                                     |                                                                     |                                                                     |
| 2:10,19                                                             | Risztov Éva                                                         | Bp. Spartacus                                                       | 2002. 11. 16.                                                       | Zalaegerszeg, Magyarország                                          | vidékbajnokság                                                      | versenyen kívül                                                     | [ 102 ]                                                             |
| 2:08,17                                                             | Risztov Éva                                                         | Bp. Spartacus                                                       | 2002. 12. 12.                                                       | Riesa, Németország                                                  | Európa-bajnokság                                                    | a selejtezőben                                                      | [ 103 ]                                                             |
| 2:07,19                                                             | Risztov Éva                                                         | Bp. Spartacus                                                       | 2002. 12. 12.                                                       | Riesa, Németország                                                  | Európa-bajnokság                                                    | első hely                                                           | [ 103 ]                                                             |
| 2:06,72                                                             | Risztov Éva                                                         | Bp. Spartacus                                                       | 2003. 12. 11.                                                       | Dublin, Írország                                                    | Európa-bajnokság                                                    | első hely                                                           | [ 104 ]                                                             |
| 2:06,62                                                             | Boulsevicz Beatrix                                                  | BVSC                                                                | 2005. 12. 08.                                                       | Trieszt, Olaszország                                                | Európa-bajnokság                                                    | első hely                                                           | [ 105 ]                                                             |
| 2:05,41                                                             | Kovács Emese                                                        | A Jövő SC                                                           | 2007. 12. 13.                                                       | Debrecen, Magyarország                                              | Európa-bajnokság                                                    | második hely                                                        | [ 106 ]                                                             |
| 2:05,26                                                             | Mutina Ágnes                                                        | A Jövő SC                                                           | 2009. 12. 10.                                                       | Isztambul, Törökország                                              | Európa-bajnokság                                                    | selejtező                                                           | [ 107 ]                                                             |
| 2:04,56                                                             | Hosszú Katinka                                                      | Bajai Spartacus                                                     | 2010. 12. 15.                                                       | Dubaj, Egyesült Arab Emírségek                                      | világbajnokság                                                      | elődöntő                                                            | [ 108 ]                                                             |
| 2:04,19                                                             | Hosszú Katinka                                                      | Bajai Spartacus                                                     | 2012. 12. 12.                                                       | Isztambul, Törökország                                              | világbajnokság                                                      | elődöntő                                                            | [ 109 ]                                                             |
| 2:02,20                                                             | Hosszú Katinka                                                      | Bajai Spartacus                                                     | 2012. 12. 12.                                                       | Isztambul, Törökország                                              | világbajnokság                                                      | Európa-csúcs, első hely                                             | [ 109 ]                                                             |
| 2:01,12                                                             | Hosszú Katinka                                                      | Vasas                                                               | 2014. 12. 03.                                                       | Doha, Katar                                                         | világbajnokság                                                      | második hely                                                        | [ 110 ]                                                             |